# Odontophorus dialeucos
La quaglia boschereccia del Tacarcuna o colino di Tacarcuna (Odontophorus dialeucos Wetmore, 1963), è un uccello della famiglia Odontophoridae diffuso in Panama e Colombia.